# British-European-Airways-Flug 226
Der British-European-Airways-Flug 226 (Flugnummer: BE226, Funkrufzeichen: BEALINE 226) war ein internationaler Linienflug der British European Airways von London nach Tel Aviv mit Zwischenstopps in Rom, Athen, Istanbul, Ankara und Nikosia. Am 21. Dezember 1961 ereignete sich auf diesem Flug ein schwerer Flugunfall, als die Piloten kurz nach dem Start vom Flughafen Ankara-Esenboğa die Kontrolle über die eingesetzte Maschine des Typs de Havilland DH-106 Comet 4B verloren. Bei dem Unfall kamen 27 Insassen ums Leben, es gab sieben Überlebende.

## Flugzeug
Bei dem Flugzeug handelte es sich um eine de Havilland DH-106 Comet 4B mit der Werknummer 6456, deren Erstflug am 8. Juni 1961 erfolgt war. Am 26. Juni 1961 wurde die Maschine an die British European Airways ausgeliefert und ging bei dieser mit dem Luftfahrzeugkennzeichen G-ARJM in Betrieb. Das vierstrahlige Langstreckenflugzeug war mit vier Strahltriebwerken des Typs Rolls-Royce Avon 503 ausgerüstet.

## Insassen
Den Flug auf dem Flugabschnitt von Ankara nach Nikosia hatten 27 Passagiere angetreten. Der Flug wurde von British European Airways in Zusammenarbeit mit Cyprus Airways durchgeführt, es befand sich daher eine siebenköpfige Besatzung an Bord, bestehend aus einem Flugkapitän und zwei Ersten Offizieren, die jeweils der British European Airways angehörten, sowie aus vier Flugbegleitern, die zu Cyprus Airways gehörten. Der Flugkapitän verfügte über 13.240 Stunden Flugerfahrung, wovon er 785 Stunden im Cockpit der de Havilland Comet absolviert hatte.

## Unfallhergang
Der Flug verlief bis zur Landung auf dem Flughafen Ankara ohne besondere Vorkommnisse. Die Bodenzeit zwischen der Landung und dem erneuten Start zum Weiterflug nach Nikosia sollte 46 Minuten betragen. In dieser Zeit herrschte am Flughafen leichter Schneefall. Die Tragflächen waren mit einer dünnen Schicht Schnee überzogen, was für den späteren Unfall jedoch nicht von Bedeutung war. Die Maschine rollte daraufhin zum Startpunkt von Startbahn 21. Der Startlauf bis zum Erreichen des Rotationspunktes war in Bezug auf die erreichten Geschwindigkeiten und die Dauer normal. Eine bis zwei Sekunden nach dem Abheben nahm die Maschine einen exzessiven Steigwinkel an. Den Aussagen einiger Augenzeugen zufolge habe er das doppelte eines normalen Steigwinkels betragen, andere gaben 45 bis 50 Grad an. Augenzeugen gaben an, dass sich zu diesem Zeitpunkt das Triebwerkgeräusch verändert habe und eine Tragfläche abgekippt sei. In einer Höhe von 450 Fuß kam es an der Maschine, deren linke Tragfläche nach unten ausgerichtet war, zu einem Strömungsabriss. Das Flugzeug fiel flach zu Boden und schlug um 23:43 Uhr Ortszeit 1.600 Meter vom Tower entfernt auf einem Kurs von 214 Grad auf. Bei dem Unfall wurden alle sieben Besatzungsmitglieder und 20 der 27 Passagiere getötet.

## Ursache
Die Unfalluntersuchung wies als Ursache eine Störung im Künstlichen Horizont des Flugkapitäns aus, was ihn dazu verleitete, die Flugzeugnase nach dem Abheben steil nach oben zu ziehen.